# 会计机
会计机是人們为特定的商业活动（如开票、工资）量身定做的计算器和打印机组合體。会计机在20世纪初至80年代非常普遍，但由于低成本的计算机（如IBM PC）的出现而被淘汰了。